# 南範霍恩 (阿拉斯加州)
南凡霍恩（英語：South Van Horn）是位於美國阿拉斯加州費爾班克斯-北極星自治市鎮的一個非建制地區和人口普查指定地區。根據2010年美國人口普查，該地人口為558人，而該地的面積約為22.06平方千米。

## 地理
南凡霍恩的座標為64°48′34″N 147°47′17″W / 64.80944°N 147.78806°W，而該地的平均海拔高度為127.4米（即418英尺）。